# Mesochorus arduus
Mesochorus arduus là một loài tò vò trong họ Ichneumonidae.